# C.J. Vanston
Jeffrey Vanston, detto C.J. (Denver, 14 agosto 1956), è un compositore, produttore discografico e tastierista statunitense. Lavora principalmente come autore di colonne sonore, ma ha suonato anche in album di musicisti quali Prince, Melissa Etheridge, Debbie Harry, Patricia Kaas, Neil Diamond, Barbra Streisand, Michael Bolton, Ringo Starr, Tina Turner, Joe Cocker, Mitch Malloy, Toto. Attualmente vive a Hollywood, Los Angeles.
Nel 2015 si è occupato della produzione dell'album Toto XIV dei Toto.